# Sepsis punctum
Sepsis punctum – gatunek muchówki z rodziny wońkowatych i podrodziny Sepsinae.
Gatunek ten opisany został w 1794 roku przez Johana Christiana Fabriciusa jako Musca punctum.
Muchówka o ciele długości od 3,5 do 5 mm, ubarwionym błyszcząco czarno. Głowę jej cechują pojedyncza para bardzo słabo rozwiniętych szczecinek orbitalnych i policzki znacznie niższe od oka złożonego. Tułów ma bardzo dobrze rozwinięte szczecinki mezopleuralne i na całej długości biało porośnięte sternopleury. Zwykle występuje tylko tylna para szczecinek śródplecowych; szczecinki przedniej pary, jeśli występują, są znacznie mniejsze niż tylnej. Skrzydła mają odseparowane tylne i przednie komórki bazalne oraz ciemnią plamkę u szczytu żyłki radialnej R2+3. Odnóża są czerwonożółte. Samiec ma spodnią stronę ud przednich odnóży na odcinku między środkową grupą kolców a wierzchołkiem zaopatrzoną w 1–2 kolce z guzkami. Golenie tylnej pary odnóży samic mają za środkiem długości jedną szczecinkę anterodorsalną. Odwłok ma tergit drugi zespolony z pierwszym i wyposażony w długie włoski po bokach. U samca barwa nasadowych segmentów odwłoka jest czerwona.
Spotyka się ją na odchodach i kwiatach selerowatych.
Owad znany z prawie wszystkich krajów Europy, w tym z Polski, a ponadto z Makaronezji, Afryki Północnej, Bliskiego Wschodu. palearktycznej i orientalnej Azji oraz nearktycznej Ameryki Północnej.